# Dunajská Lužná
Dunajská Lužná (węg. Dénesdtorcsmisérd) – wieś (obec) na Słowacji w kraju bratysławskim, powiecie Senec, 15 km na południowy wschód od Bratysławy. W 2011 roku 90% mieszkańców było narodowości słowackiej, 5% węgierskiej.
Wieś powstała 1 stycznia 1974 z połączenia trzech wsi: Nové Košariská, Nová Lipnica i Jánošíková.
W Dunajskiej Lužnej znajduje się rzymskokatolicka parafia Podwyższenia Krzyża Świętego prowadzona przez dominikanów, zbór ewangelicki oraz stacja kolejowa Nové Košariská na linii Bratysława – Komárno.